# Yttre Korsö

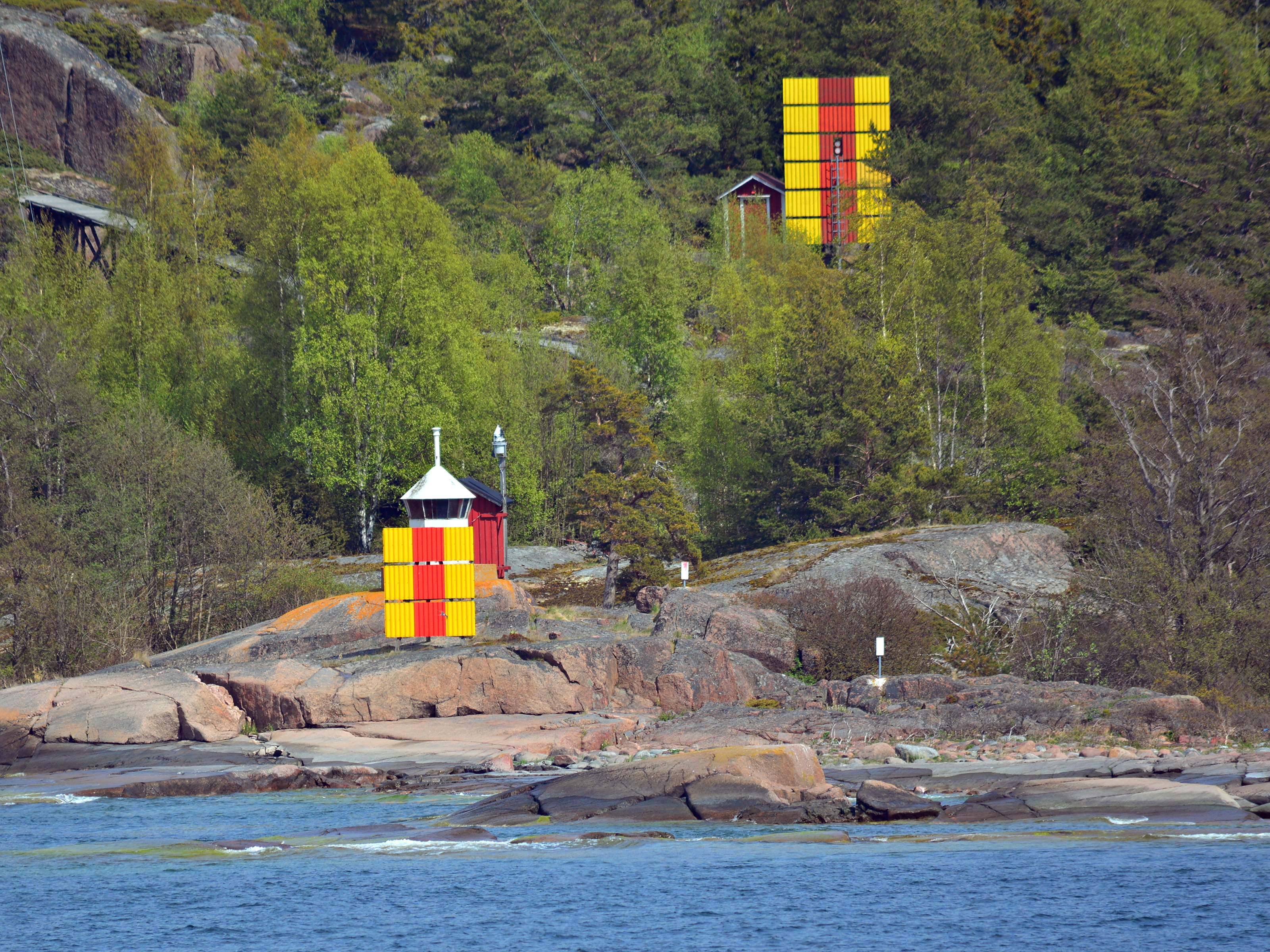
Ensfyrarna på Yttre Korsö.

Yttre Korsö är en ö i Åland (Finland). Den ligger i Skärgårdshavet eller Ålands hav och i kommunen Lemland i landskapet Åland, i den sydvästra delen av landet. Ön ligger nära Mariehamn och omkring 280 kilometer väster om Helsingfors.
Öns area är 28,5 hektar och dess största längd är 0,7 kilometer i öst-västlig riktning. Ön höjer sig omkring 25 meter över havsytan.